# Нукунону

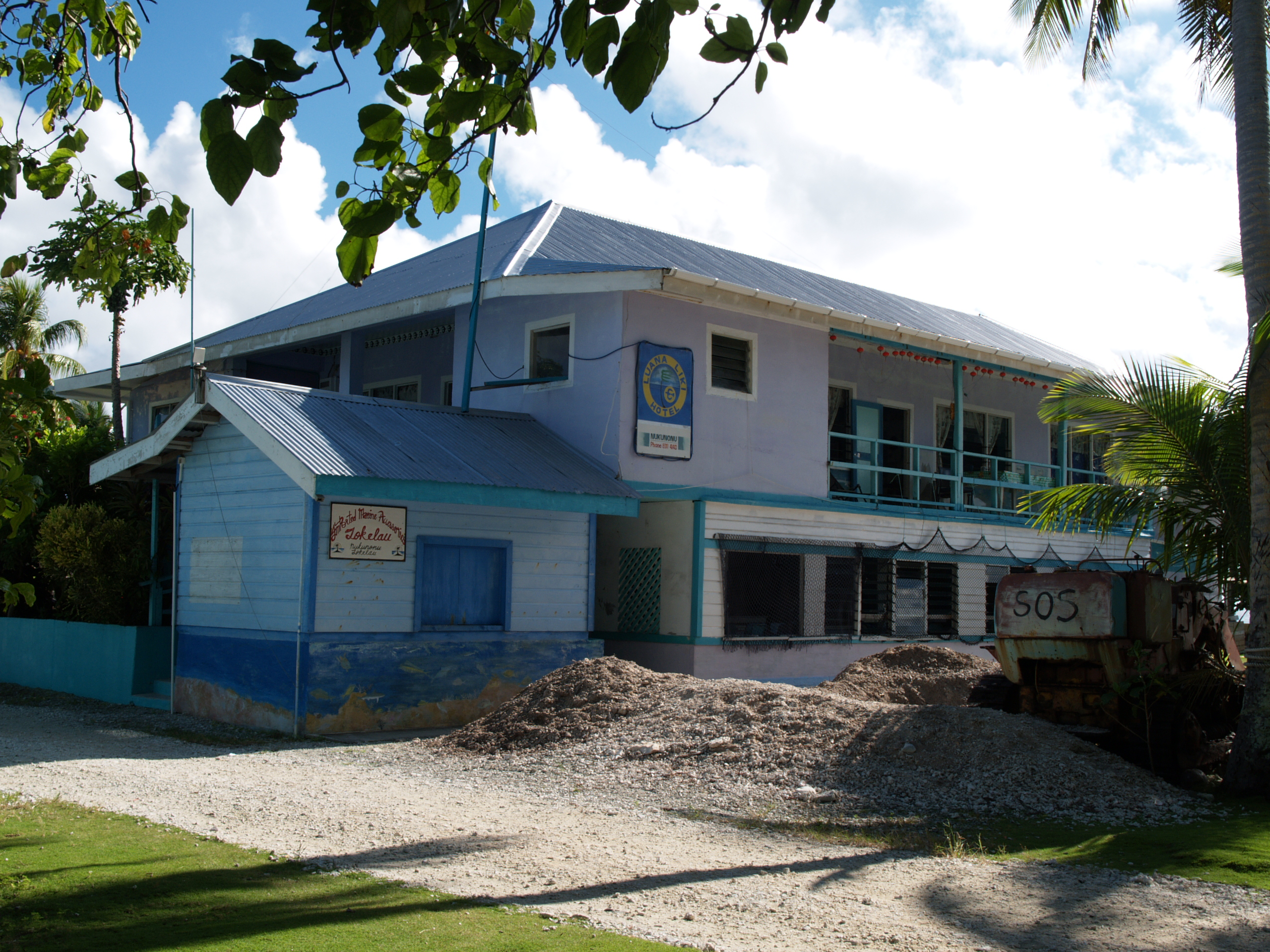
Готель «Луана Лікі», єдиний готель на острові

Нукунону — найменш населений  атол Токелау. Має площу 5,46 км², що оточує внутрішню лагуну площею 90 км². Відкритий європейцями 1791 року.

## Географія
На острові живе 426 осіб. Майже всі з них належать до Католицької церкви. На острові знаходиться готель «Луана Лікі», який відвідують прем'єр-міністр Нової Зеландії і генерал-губернатор. На Нукунону також знаходиться один магазин. У деякі будинки Нукунону Вілладж проведено супутникове телебачення.

### Клімат
Острів знаходиться у зоні, котра характеризується вологим тропічним кліматом. Найтепліший місяць — січень із середньою температурою 26.7 °C (80 °F). Найхолодніший місяць — січень, із середньою температурою 26.7 °С (80 °F).
| Клімат Нукунону         | Клімат Нукунону | Клімат Нукунону | Клімат Нукунону | Клімат Нукунону | Клімат Нукунону | Клімат Нукунону | Клімат Нукунону | Клімат Нукунону | Клімат Нукунону | Клімат Нукунону | Клімат Нукунону | Клімат Нукунону | Клімат Нукунону |
| Показник                | Січ.            | Лют.            | Бер.            | Квіт.           | Трав.           | Черв.           | Лип.            | Серп.           | Вер.            | Жовт.           | Лист.           | Груд.           | Рік             |
| Середня температура, °C | 27              | 27              | 27              | 27              | 27              | 27              | 27              | 27              | 27              | 27              | 27              | 27              | 27              |
| Норма опадів, мм        | 359             | 289             | 247             | 182             | 167             | 204             | 193             | 172             | 176             | 202             | 246             | 308             | 2742            |
| ----------------------- | --------------- | --------------- | --------------- | --------------- | --------------- | --------------- | --------------- | --------------- | --------------- | --------------- | --------------- | --------------- | --------------- |
| Джерело: Weatherbase    |                 |                 |                 |                 |                 |                 |                 |                 |                 |                 |                 |                 |                 |

## Джерело
- Достопримечательности Токелау
- Топографічна карта 1:25 000 (JPG 2,6 MB)